# Nati nel 1987/Marzo
| Questa pagina contiene informazioni ricavate automaticamente dalle voci biografiche con l'ausilio del template Bio e di un bot. L'aggiornamento è periodico e automatico e ricostruisce completamente la pagina. Se manca una persona in questa lista, sei pregato di non aggiungerla, ma accertati piuttosto che la sua voce biografica contenga il template Bio e che i dati anagrafici siano correttamente compilati. Se il template Bio manca, inseriscilo tu stesso o, in alternativa, metti l'avviso {{tmp\|Bio}} che ne segnala la mancanza. Se i dati riportati sono sbagliati, correggi direttamente la voce biografica; le modifiche saranno visibili in questa lista entro pochi giorni. Per chiarimenti vedi il progetto biografie. La lista contiene solo le 522 persone che sono citate nell'enciclopedia e per le quali è stato implementato correttamente il template Bio. Pagina aggiornata al 10 ago 2025. |

- 1º marzo - Abdulaziz Hamsal, ex calciatore saudita
- 1º marzo - Luciano Aued, ex calciatore argentino
- 1º marzo - Kesha, cantautrice e attivista statunitense
- 1º marzo - Kyle O'Reilly, wrestler canadese
- 1º marzo - K.C. Rivers, cestista statunitense
- 1º marzo - Sammie, cantante statunitense
- 1º marzo - Flavio Santos, calciatore messicano
- 1º marzo - Chaitanya Tamhane, regista e sceneggiatore indiano
- 1º marzo - Emma Twigg, canottiera neozelandese
- 1º marzo - Ondřej Vrzal, calciatore ceco
- 2 marzo - Ross Allen, calciatore inglese
- 2 marzo - Anna Auvinen, calciatrice finlandese
- 2 marzo - Halldór Björnsson, ex calciatore islandese
- 2 marzo - Modibo Diakité, calciatore francese
- 2 marzo - Fan Xiaodong, calciatore cinese
- 2 marzo - Jonas Jerebko, cestista svedese
- 2 marzo - Nana Kitade, cantante giapponese
- 2 marzo - Solomon Okoronkwo, ex calciatore nigeriano
- 2 marzo - Nuk'ri Revishvili, ex calciatore georgiano
- 2 marzo - Pau Ribas, ex cestista spagnolo
- 2 marzo - Tom Siwe, calciatore svedese
- 2 marzo - Tresy Taddei, attrice e circense italiana
- 2 marzo - Caitlin Thompson, schermitrice statunitense
- 2 marzo - Nery Veloso, calciatore cileno
- 2 marzo - Nicole Vogt, bobbista statunitense
- 2 marzo - Emil Wahlström, ex calciatore svedese
- 2 marzo - Xu Yunqi, pentatleta cinese
- 2 marzo - Yan Ni, pallavolista cinese
- 2 marzo - Ksenija Zadorina, velocista russa
- 3 marzo - Walter Busse, calciatore argentino
- 3 marzo - Lucie Castets, funzionaria francese
- 3 marzo - Miroslav Dvořák, combinatista nordico ceco
- 3 marzo - Jillian Harmon, cestista neozelandese
- 3 marzo - Elnur Hüseynov, cantante azero
- 3 marzo - TyDi, disc-jockey australiano
- 3 marzo - Leuterīs Intzoglou, calciatore greco
- 3 marzo - Lee Jeong-hyeon, cestista sudcoreano
- 3 marzo - Li Shanshan, cestista cinese
- 3 marzo - Kasia Moś, cantante polacca
- 3 marzo - Lasse Nielsen, calciatore danese
- 3 marzo - Jesús Padilla, ex calciatore messicano
- 3 marzo - Genís Soldevila, ex calciatore spagnolo
- 3 marzo - Jacob Spoonley, ex calciatore neozelandese
- 3 marzo - Rok Štraus, calciatore sloveno
- 3 marzo - Kennedy Summers, modella tedesca
- 3 marzo - Andrej Zubarev, hockeista su ghiaccio russo
- 4 marzo - Mustapha Achrifi, giocatore di calcio a 5 e calciatore norvegese
- 4 marzo - Marian Arahuetes, attrice e regista spagnola
- 4 marzo - Teddy Bjarnason, calciatore islandese
- 4 marzo - Zuzana Brezániová, cestista slovacca
- 4 marzo - Aaron Cel, ex cestista francese
- 4 marzo - Maciej Domański, calciatore polacco
- 4 marzo - Marina Gilardoni, skeletonista e ex bobbista svizzera
- 4 marzo - Imanol Iriberri, calciatore argentino
- 4 marzo - Cătălin Josan, cantautore moldavo
- 4 marzo - Dominic Maroh, ex calciatore sloveno
- 4 marzo - Alexandre Martínez, ex calciatore andorrano
- 4 marzo - Nicolas Maréchal, pallavolista francese
- 4 marzo - Jean-Philippe Mendy, ex calciatore francese
- 4 marzo - Tamzin Merchant, attrice, scrittrice e regista britannica
- 4 marzo - Emanuel Molina, ex calciatore argentino
- 4 marzo - Mathiang Muo, cestista sudsudanese
- 4 marzo - William Njobvu, ex calciatore zambiano
- 4 marzo - Stéphane Noro, ex calciatore francese
- 4 marzo - Jamie-Lee O'Donnell, attrice britannica
- 4 marzo - Leroy Resodihardjo, ex calciatore olandese
- 4 marzo - Charles Rozoy, nuotatore francese
- 4 marzo - Eugène Salami, calciatore nigeriano
- 4 marzo - Carlos Salom, calciatore argentino
- 4 marzo - Dhanachandra Singh, calciatore indiano
- 5 marzo - Lua Blanco, attrice, cantante e attrice teatrale brasiliana
- 5 marzo - Anna Čakvetadze, commentatrice televisiva e ex tennista russa
- 5 marzo - Sonya Cassidy, attrice inglese
- 5 marzo - Fabio Ceravolo, calciatore italiano
- 5 marzo - Chris Cohen, allenatore di calcio e ex calciatore inglese
- 5 marzo - Sebastien De Maio, ex calciatore francese
- 5 marzo - Bruno Grassi, calciatore brasiliano
- 5 marzo - Chloé Henry, astista e ex ginnasta belga
- 5 marzo - Blaž Kavčič, ex tennista sloveno
- 5 marzo - Yūki Kawauchi, maratoneta e ultramaratoneta giapponese
- 5 marzo - Liang Wenbó, giocatore di snooker cinese
- 5 marzo - Ishmael Miller, ex calciatore inglese
- 5 marzo - Valdan Nimani, ex calciatore albanese
- 5 marzo - Julian Paeth, attore tedesco
- 5 marzo - Stanley Pringle, cestista statunitense
- 5 marzo - Alen Protega, giocatore di calcio a 5 croato
- 5 marzo - Danny Seaborne, ex calciatore inglese
- 5 marzo - Édgar Solís, ex calciatore messicano
- 5 marzo - Frank Zombo, giocatore di football americano statunitense
- 5 marzo - Nikolaj Žiljaev, ex calciatore russo
- 6 marzo - Daniel Addo, ex calciatore ghanese
- 6 marzo - Mário Bližňák, hockeista su ghiaccio slovacco
- 6 marzo - Kevin-Prince Boateng, ex calciatore ghanese
- 6 marzo - Awa Coulibaly, rugbista a 15 e dirigente sportiva italiana
- 6 marzo - Hannah England, mezzofondista britannica
- 6 marzo - José Manuel Flores, ex calciatore spagnolo
- 6 marzo - Fabiano Oliveira, ex calciatore brasiliano
- 6 marzo - Lukáš Pazdera, calciatore ceco
- 6 marzo - Evgenij Rjasenskij, hockeista su ghiaccio russo
- 6 marzo - Ilan Shor, banchiere e politico moldavo
- 6 marzo - Raúl Tarragona, calciatore uruguaiano
- 6 marzo - Hannah Taylor-Gordon, attrice britannica
- 6 marzo - Birte Thimm, cestista tedesca
- 7 marzo - Andrea Ambrosi, allenatore di hockey su ghiaccio e ex hockeista su ghiaccio italiano
- 7 marzo - Hatem Ben Arfa, ex calciatore francese
- 7 marzo - Igor Bychkov, astista spagnolo
- 7 marzo - Joel Carreno, giocatore di baseball dominicano
- 7 marzo - Eleni Foureira, cantante, attrice e ballerina albanese
- 7 marzo - Denis Galimzjanov, ex ciclista su strada russo
- 7 marzo - Saimir Kastrati, ex calciatore albanese
- 7 marzo - Miloš Krstić, ex calciatore serbo
- 7 marzo - Gisele Marvin, hockeista su ghiaccio statunitense
- 7 marzo - Aleksej Pugin, ex calciatore russo
- 7 marzo - Yiğitcan Turna, cestista turco
- 7 marzo - Sam Way, modello britannico
- 7 marzo - Sylta Fee Wegmann, attrice tedesca
- 8 marzo - Bianca Atzei, cantautrice italiana
- 8 marzo - Zouhir Benouahi, ex calciatore marocchino
- 8 marzo - Gregory Carigiet, ex slittinista svizzero
- 8 marzo - Jaco Engelbrecht, pesista sudafricano
- 8 marzo - Devon Graye, attore statunitense
- 8 marzo - Michael Görlitz, calciatore tedesco
- 8 marzo - Dani Quintana, ex calciatore spagnolo
- 8 marzo - Bárbara Seixas, giocatrice di beach volley brasiliana
- 8 marzo - Milana Vayntrub, attrice, comica e attivista uzbeka
- 8 marzo - Miloš Vemić, pallavolista serbo
- 9 marzo - Jeffrey Altheer, calciatore olandese
- 9 marzo - Luca Bormolini, biatleta italiano
- 9 marzo - Luigi Bruins, ex calciatore olandese
- 9 marzo - Abbas Dabbaghi, lottatore iraniano
- 9 marzo - Daniel Hudson, giocatore di baseball statunitense
- 9 marzo - Franklin Marén, lottatore cubano
- 9 marzo - Marta Milani, velocista e mezzofondista italiana
- 9 marzo - Bow Wow, rapper, attore e conduttore televisivo statunitense
- 9 marzo - Marko Ristić, ex calciatore serbo
- 9 marzo - Pirmin Schwegler, dirigente sportivo e ex calciatore svizzero
- 9 marzo - Andrew Tennant, ex pistard e ciclista su strada britannico
- 9 marzo - Pikku G, rapper finlandese
- 9 marzo - Michele Zerial, ex canoista italiano
- 10 marzo - Valère Amoussou, ex calciatore beninese
- 10 marzo - Csaba Balogh, scacchista ungherese
- 10 marzo - José Barrera Escobar, calciatore cileno
- 10 marzo - Martellus Bennett, ex giocatore di football americano statunitense
- 10 marzo - Christian Blum, velocista tedesco
- 10 marzo - Hendrick Bages, attore venezuelano
- 10 marzo - Abdallah Deeb, calciatore giordano
- 10 marzo - Konstadinos Douvalidis, ostacolista greco
- 10 marzo - Marie Hourihan, ex calciatrice inglese
- 10 marzo - Vavřinec Hradilek, canoista ceco
- 10 marzo - Miroje Jovanović, ex calciatore montenegrino
- 10 marzo - Ebba Jungmark, altista svedese
- 10 marzo - Enzo Kalinski, calciatore argentino
- 10 marzo - Liu Shishi, attrice cinese
- 10 marzo - Andreas Luthe, ex calciatore tedesco
- 10 marzo - Stian Rasch, giocatore di beach soccer e calciatore norvegese
- 10 marzo - Tuukka Rask, ex hockeista su ghiaccio finlandese
- 10 marzo - Alessandro Ferreira Leonardo, calciatore brasiliano
- 10 marzo - Emeli Sandé, cantautrice britannica
- 10 marzo - Mod Sun, cantautore e musicista statunitense
- 10 marzo - Māris Štrombergs, ciclista di BMX lettone
- 10 marzo - Ânderson Luis de Azevedo Rodrigues Marques, ex calciatore brasiliano
- 11 marzo - An Jong-ho, ex calciatore nordcoreano
- 11 marzo - Múte Bourup Egede, politico groenlandese
- 11 marzo - Bruno Cortês, ex calciatore brasiliano
- 11 marzo - Marc Coy, hockeista su pista spagnolo
- 11 marzo - Danilinho, ex calciatore brasiliano
- 11 marzo - Chinemelu Elonu, cestista nigeriano
- 11 marzo - Ariel Filloy, cestista argentino
- 11 marzo - Emmy Sameer Ghanem, attrice egiziana
- 11 marzo - Morten Hæstad, ex calciatore norvegese
- 11 marzo - Tanel Kangert, ex ciclista su strada estone
- 11 marzo - Andreas Kuffner, canottiere tedesco
- 11 marzo - Ngonidzashe Makusha, velocista e lunghista zimbabwese
- 11 marzo - Tappei Nagatsuki, romanziere, sceneggiatore e fumettista giapponese
- 11 marzo - Sean Pangelinan, canoista statunitense
- 11 marzo - Stefano Pirazzi, ciclista su strada italiano
- 11 marzo - Jennifer Risper, ex cestista statunitense
- 11 marzo - Monica Roșu, ex ginnasta rumena
- 11 marzo - Essam Yassin, calciatore iracheno
- 12 marzo - Younis Mubarak Al-Mahaijri, calciatore omanita
- 12 marzo - Marta Barone, scrittrice italiana
- 12 marzo - Manuele Boaro, ex ciclista su strada italiano
- 12 marzo - Johannes Dürr, ex fondista austriaco
- 12 marzo - Baptiste Geiler, pallavolista francese
- 12 marzo - Jessica Hardy, ex nuotatrice statunitense
- 12 marzo - Maxwell Holt, pallavolista statunitense
- 12 marzo - Max Kouguere, cestista della Repubblica del Congo
- 12 marzo - Petter Lindstad, giocatore di calcio a 5 e calciatore norvegese
- 12 marzo - Cristian Matei, giocatore di calcio a 5 romeno
- 12 marzo - Joseph Nane, allenatore di calcio e ex calciatore camerunese
- 12 marzo - Chris Seitz, ex calciatore statunitense
- 12 marzo - Pablo Velázquez, calciatore paraguaiano
- 12 marzo - Rico Vonck, ex giocatore di freccette olandese
- 12 marzo - Teymur Rəcəbov, scacchista azero
- 12 marzo - Vadim Šipačëv, hockeista su ghiaccio russo
- 13 marzo - Marco Andretti, pilota automobilistico statunitense
- 13 marzo - Chrīstos Aravidīs, calciatore greco
- 13 marzo - Andreas Beck, ex calciatore tedesco
- 13 marzo - Domenico Cavaccini, pallavolista italiano
- 13 marzo - Soslan Džanaev, ex calciatore russo
- 13 marzo - Martina Felli, doppiatrice italiana
- 13 marzo - Andy Fischer-Price, attore e doppiatore statunitense
- 13 marzo - Patrick Gerritsen, ex calciatore olandese
- 13 marzo - Motu Hafoka, calciatore samoano († 2012)
- 13 marzo - Anssi Jaakkola, ex calciatore finlandese
- 13 marzo - Danil Kutuzov, giocatore di calcio a 5 russo
- 13 marzo - Radoslava Mavrodieva, pesista bulgara
- 13 marzo - Douglas Packer, ex calciatore brasiliano
- 13 marzo - Allen Stone, cantautore statunitense
- 13 marzo - Zhang Peimeng, ex velocista cinese
- 14 marzo - Federico Apolloni, discobolo italiano
- 14 marzo - Craig Austrie, ex cestista statunitense
- 14 marzo - Mircea Axente, ex calciatore rumeno
- 14 marzo - Robert Clark, attore statunitense
- 14 marzo - Flávio Beck Junior, ex calciatore brasiliano
- 14 marzo - Karim Izrailov, ex calciatore kirghiso
- 14 marzo - Leandro Almeida, calciatore brasiliano
- 14 marzo - Maria Nowakowska, modella polacca
- 14 marzo - Aravane Rezaï, tennista francese
- 14 marzo - Mattias Ritola, hockeista su ghiaccio svedese
- 14 marzo - Serhij Žurba, giocatore di calcio a 5 ucraino
- 15 marzo - Djordan, cantante bulgaro
- 15 marzo - Nauris Bulvītis, calciatore lettone
- 15 marzo - Lenin Caldeira, giocatore di football americano brasiliano
- 15 marzo - Eric Decker, ex giocatore di football americano statunitense
- 15 marzo - Sebastian Kühner, pallavolista tedesco
- 15 marzo - Elena Morozova, calciatrice russa
- 15 marzo - Yves Oehri, ex calciatore svizzero
- 15 marzo - Jerrell Powe, giocatore di football americano statunitense
- 15 marzo - Cheikh Tidiane Sarr, ex calciatore danese
- 15 marzo - Arjola Trimi, nuotatrice italiana
- 15 marzo - Andrés Túñez, ex calciatore venezuelano
- 15 marzo - Chris VandeVelde, ex hockeista su ghiaccio statunitense
- 15 marzo - Ivan Vargić, ex calciatore croato
- 16 marzo - Valerio Aspromonte, ex schermidore italiano
- 16 marzo - Israel Bascón, ex calciatore spagnolo
- 16 marzo - Philippe Beaudry, schermidore canadese
- 16 marzo - Emanuel Caserio, attore italiano
- 16 marzo - Hugo Fraile, ex calciatore spagnolo
- 16 marzo - Jamont Gordon, ex cestista statunitense
- 16 marzo - Kristopher Higgins, attore statunitense
- 16 marzo - Ryōhei Imanishi, giocatore di football americano giapponese
- 16 marzo - Fabien Lemoine, ex calciatore francese
- 16 marzo - Lamont Mack, ex cestista statunitense
- 16 marzo - Tim Masthay, giocatore di football americano statunitense
- 16 marzo - Valentina Moscatt, judoka italiana
- 16 marzo - Giulia Pincerato, pallavolista italiana
- 16 marzo - Mateo Roskam, ex calciatore croato
- 16 marzo - Aleksandr Smyšljaev, sciatore freestyle russo
- 17 marzo - Keishen Bean, calciatore bermudiano
- 17 marzo - Bryan Dechart, attore e doppiatore statunitense
- 17 marzo - Patrick Ebert, ex calciatore tedesco
- 17 marzo - Federico Fazio, ex calciatore argentino
- 17 marzo - Owain Fôn Williams, allenatore di calcio e ex calciatore gallese
- 17 marzo - Elena Gemo, ex nuotatrice italiana
- 17 marzo - Vladimir Iliev, biatleta bulgaro
- 17 marzo - Jung Chan-sung, ex artista marziale misto e kickboxer sudcoreano
- 17 marzo - Rob Kardashian, personaggio televisivo e manager statunitense
- 17 marzo - Brody King, wrestler statunitense
- 17 marzo - Carlos Lampe, calciatore boliviano
- 17 marzo - Ivana Lisjak, tennista croata
- 17 marzo - Lucio Manca, bassista e compositore italiano
- 17 marzo - Jesper Mathisen, ex calciatore norvegese
- 17 marzo - Bobby Ryan, hockeista su ghiaccio statunitense
- 17 marzo - Reineris Salas, ex lottatore cubano
- 17 marzo - Emmanuel Sanders, ex giocatore di football americano statunitense
- 17 marzo - Francisca Valenzuela, cantante e polistrumentista statunitense
- 18 marzo - Mahmood Abdulla, calciatore bahreinita
- 18 marzo - Saša Bakarič, ex calciatore sloveno
- 18 marzo - Santiago Barragán, pilota motociclistico spagnolo
- 18 marzo - Alex Bazzaro, politico italiano
- 18 marzo - Alice Belaïdi, attrice francese
- 18 marzo - Ilirjan Çaushaj, ex calciatore albanese
- 18 marzo - Sherron Collins, ex cestista statunitense
- 18 marzo - Gorka Elustondo, ex calciatore spagnolo
- 18 marzo - Parker Finn, regista statunitense
- 18 marzo - Gregor Gillespie, artista marziale misto statunitense
- 18 marzo - Adis Jahoviḱ, calciatore macedone
- 18 marzo - Łukasz Janoszka, calciatore polacco
- 18 marzo - Jo Su-huk, calciatore sudcoreano
- 18 marzo - Tiiu Kuik, modella estone
- 18 marzo - Rakesh Masih, calciatore indiano
- 18 marzo - Gabriel Mercado, calciatore argentino
- 18 marzo - C.J. Miles, ex cestista statunitense
- 18 marzo - Cameron Morrah, ex giocatore di football americano statunitense
- 18 marzo - Selemani Ndikumana, ex calciatore burundese
- 18 marzo - Andreas Nordvik, calciatore norvegese
- 18 marzo - Arnd Peiffer, biatleta e fondista tedesco
- 18 marzo - Cesare Rickler, pilota di rally e ex calciatore italiano
- 18 marzo - Shin Kwang-hoon, calciatore sudcoreano
- 18 marzo - Ndriçim Shtubina, allenatore di calcio e ex calciatore albanese
- 18 marzo - Gilson Manuel Silva Alves, ex calciatore capoverdiano
- 18 marzo - Rebecca Soni, ex nuotatrice statunitense
- 18 marzo - Péter Szényi, schermidore ungherese
- 18 marzo - Dmitrij Tarasov, ex calciatore russo
- 18 marzo - Mauro Zárate, ex calciatore argentino
- 18 marzo - Jana Čarnoká, ex cestista slovacca
- 19 marzo - Akram Abdul Ghanee, calciatore maldiviano
- 19 marzo - Vittoria Bussi, ex ciclista su strada e ex pistard italiana
- 19 marzo - Susanna Ceccardi, politica italiana
- 19 marzo - Ding Feng, tiratore a segno cinese
- 19 marzo - Roman Erëmenko, calciatore finlandese
- 19 marzo - Lars Haugen, hockeista su ghiaccio norvegese
- 19 marzo - Armin Hofer, ex hockeista su ghiaccio italiano
- 19 marzo - Victor Kimutai, maratoneta e mezzofondista keniota
- 19 marzo - Magnus Krog, combinatista nordico norvegese
- 19 marzo - AJ Lee, scrittrice e ex wrestler statunitense
- 19 marzo - Lee Joo-yeon, attrice sudcoreana
- 19 marzo - Josie Loren, attrice statunitense
- 19 marzo - Dmitrij Malyško, ex biatleta russo
- 19 marzo - Yasin Öztekin, calciatore tedesco
- 19 marzo - Steinar Strømnes, ex calciatore norvegese
- 19 marzo - Michal Švec, ex calciatore ceco
- 19 marzo - Miloš Teodosić, ex cestista serbo
- 19 marzo - Mike Zubi, cantante e attore argentino
- 20 marzo - Emilia Attias, attrice argentina
- 20 marzo - Jon Brockman, ex cestista statunitense
- 20 marzo - Nizamettin Çalışkan, calciatore turco
- 20 marzo - Sinaitakala Fakafanua, principessa tongana
- 20 marzo - Jô, calciatore brasiliano
- 20 marzo - George John, ex calciatore statunitense
- 20 marzo - Sjarhej Kascicyn, hockeista su ghiaccio bielorusso
- 20 marzo - Maksim Kazankov, calciatore turkmeno
- 20 marzo - Pedro Ken, ex calciatore brasiliano
- 20 marzo - Annabelle Lewis, velocista britannica
- 20 marzo - Cristian Noriega, calciatore guatemalteco
- 20 marzo - Ewelina Ptak, velocista polacca
- 20 marzo - Jonas Rivanno, attore e modello indonesiano
- 20 marzo - Rogério de Assis Silva Coutinho, calciatore brasiliano
- 20 marzo - Drilon Shala, ex calciatore finlandese
- 20 marzo - Rollo Weeks, attore britannico
- 21 marzo - Slavko Blagojević, calciatore croato
- 21 marzo - Carlos Carrasco, giocatore di baseball venezuelano
- 21 marzo - Pablo Espinoza, cestista argentino
- 21 marzo - Rachel Hyde-Harvey, attrice e cantante britannica
- 21 marzo - Maxime Josse, ex calciatore francese
- 21 marzo - Marcos García Barreno, calciatore spagnolo
- 21 marzo - Mirko Palazzi, calciatore italiano
- 21 marzo - Jurij Rjazanov, ginnasta russo († 2009)
- 21 marzo - Martin Spelmann, calciatore danese
- 21 marzo - Jonathan Stewart, ex giocatore di football americano statunitense
- 21 marzo - Jens-Kristian Sørensen, ex calciatore danese
- 21 marzo - Rodolfo Torres, ciclista su strada colombiano
- 22 marzo - Marc Antolin, attore teatrale gallese
- 22 marzo - Alice David, attrice francese
- 22 marzo - Ike Davis, ex giocatore di baseball statunitense
- 22 marzo - Liam Doran, pilota automobilistico britannico
- 22 marzo - Eduardo Ferreira Abdo Pacheco, ex calciatore brasiliano
- 22 marzo - Philip Haglund, ex calciatore svedese
- 22 marzo - Andreas Haider-Maurer, ex tennista austriaco
- 22 marzo - Austin Howard, giocatore di football americano statunitense
- 22 marzo - Billy Kametz, doppiatore statunitense († 2022)
- 22 marzo - Paulina Maj, pallavolista polacca
- 22 marzo - Aleš Mertelj, ex calciatore sloveno
- 22 marzo - David Reed, ex giocatore di football americano statunitense
- 22 marzo - Filip Rudzik, calciatore bielorusso
- 22 marzo - Ludovic Sané, ex calciatore francese
- 22 marzo - Alexander Shatilov, ginnasta israeliano
- 22 marzo - Joe Soto, artista marziale misto statunitense
- 23 marzo - Filip Burkhardt, calciatore polacco
- 23 marzo - Rayco García Dauta, ex calciatore spagnolo
- 23 marzo - Emanuele Mauti, pallanuotista italiano
- 23 marzo - Anže Mravlja, ex sciatore alpino sloveno
- 23 marzo - Sergio Noda, pallavolista spagnolo
- 23 marzo - Rodrigo Quiroga, pallavolista argentino
- 23 marzo - Kangana Ranaut, attrice indiana
- 23 marzo - MOTi, disc jockey e produttore discografico olandese
- 23 marzo - Dušan Sidor, ex hockeista su ghiaccio slovacco
- 24 marzo - Yuma Asami, attrice, cantante e ex attrice pornografica giapponese
- 24 marzo - Garfield Blair, ex cestista statunitense
- 24 marzo - Hao Junmin, calciatore cinese
- 24 marzo - Franziska Hildebrand, biatleta tedesca
- 24 marzo - Michael Jamtfall, calciatore norvegese
- 24 marzo - Billy Jones, ex calciatore inglese
- 24 marzo - Joe Krabbenhoft, ex cestista e allenatore di pallacanestro statunitense
- 24 marzo - William MacAskill, filosofo scozzese
- 24 marzo - Chouseïn Moumin, calciatore greco
- 24 marzo - Park Jeong-min, attore sudcoreano
- 24 marzo - Benjamin Savšek, canoista sloveno
- 24 marzo - María Valverde, attrice spagnola
- 24 marzo - Serhij Voronin, calciatore ucraino
- 24 marzo - J.D. Walton, giocatore di football americano statunitense
- 24 marzo - Ruslan Zacharov, pattinatore di short track e pattinatore di velocità su ghiaccio russo
- 24 marzo - Ramires, ex calciatore brasiliano
- 25 marzo - Duygu Bal, pallavolista turca
- 25 marzo - Jason Castro, cantautore statunitense
- 25 marzo - Raffaele De Rosa, pilota motociclistico italiano
- 25 marzo - Bruce Djité, ex calciatore australiano
- 25 marzo - Silvia Felice, lottatrice italiana
- 25 marzo - Hughan Gray, ex calciatore giamaicano
- 25 marzo - Abdalaati Iguider, mezzofondista marocchino
- 25 marzo - Rob Jetten, politico olandese
- 25 marzo - Oksana Lebedeva, ballerina e personaggio televisivo kazaka
- 25 marzo - Alberto Lora, calciatore spagnolo
- 25 marzo - Victor Obinna, ex calciatore nigeriano
- 25 marzo - Nobunari Oda, ex pattinatore artistico su ghiaccio giapponese
- 25 marzo - Meghan Patrick, cantautrice canadese
- 25 marzo - Robbin Ruiter, ex calciatore olandese
- 25 marzo - Hyun-jin Ryu, giocatore di baseball sudcoreano
- 25 marzo - Martin Šlapák, calciatore ceco
- 25 marzo - Mitch Unrein, giocatore di football americano statunitense
- 25 marzo - Al Woods, giocatore di football americano statunitense
- 26 marzo - Robert Åhman Persson, ex calciatore svedese
- 26 marzo - Mareen Apitz, pallavolista tedesca
- 26 marzo - Matteo Ardemagni, calciatore italiano
- 26 marzo - Marco Buljević, cestista tedesco
- 26 marzo - Steward Ceus, ex calciatore statunitense
- 26 marzo - Elisson Aparecido Rosa, calciatore brasiliano
- 26 marzo - Jermichael Finley, ex giocatore di football americano statunitense
- 26 marzo - Steven Fletcher, calciatore scozzese
- 26 marzo - Mecna, rapper, cantautore e grafico italiano
- 26 marzo - Emil Kenzhesariev, ex calciatore e ex giocatore di calcio a 5 kirghiso
- 26 marzo - Larisa Korobejnikova, schermitrice russa
- 26 marzo - Igors Kozlovs, calciatore lettone
- 26 marzo - Ondřej Kúdela, calciatore ceco
- 26 marzo - DeAndre Levy, giocatore di football americano statunitense
- 26 marzo - Antonino Martino, giocatore di calcio a 5 italiano
- 26 marzo - Marko Mirić, calciatore serbo
- 26 marzo - Gilberto Manuel Pereira da Silva, calciatore portoghese
- 26 marzo - Marlon Pereira, calciatore olandese
- 26 marzo - Inbal Pezaro, nuotatrice israeliana
- 26 marzo - André Filipe Saraiva Martins, ex calciatore portoghese
- 26 marzo - Pavel Sidorenko, calciatore kirghiso
- 26 marzo - Borja Viguera, ex calciatore spagnolo
- 26 marzo - Yui, cantautrice e compositrice giapponese
- 26 marzo - Paulo Roberto da Silva, calciatore brasiliano
- 26 marzo - Alin Șeroni, calciatore rumeno
- 27 marzo - Jefferson Bernárdez, calciatore honduregno
- 27 marzo - Alejandro Castro, ex calciatore messicano
- 27 marzo - Pedro Correia, ex calciatore portoghese
- 27 marzo - Alexandru Curtean, ex calciatore rumeno
- 27 marzo - Stefano Duranti Poccetti, scrittore, giornalista e traduttore italiano
- 27 marzo - Lene Egeli, modella norvegese
- 27 marzo - José Fernando Viana de Santana, ex calciatore brasiliano
- 27 marzo - Samuel Francis, ex velocista nigeriano
- 27 marzo - Hernán Fredes, ex calciatore argentino
- 27 marzo - Polina Gagarina, cantante russa
- 27 marzo - Jérémy Grimm, calciatore francese
- 27 marzo - Sonny Guadarrama, ex calciatore statunitense
- 27 marzo - Romain Hamouma, ex calciatore francese
- 27 marzo - Anthony Levine, ex giocatore di football americano statunitense
- 27 marzo - Francisco Limardo, schermidore venezuelano
- 27 marzo - Martina Mencaccini, giocatrice di calcio a 5 e ex calciatrice italiana
- 27 marzo - Jan Močnik, ex cestista e allenatore di pallacanestro sloveno
- 27 marzo - Alex Pledger, cestista neozelandese
- 27 marzo - Buster Posey, ex giocatore di baseball statunitense
- 27 marzo - Shin Young-rok, ex calciatore sudcoreano
- 27 marzo - Byambyn Tüvshinbat, pugile mongolo
- 27 marzo - Victor Vito, rugbista a 15 neozelandese
- 27 marzo - ChaRonda Williams, velocista statunitense
- 27 marzo - Sanne van Kerkhof, pattinatrice di short track olandese
- 28 marzo - Chiara Baschetti, modella e attrice italiana
- 28 marzo - Vaidas Baumila, cantante lituano
- 28 marzo - Yohan Benalouane, ex calciatore francese
- 28 marzo - Toni Calvo, ex calciatore spagnolo
- 28 marzo - Taty, giocatrice di calcio a 5 brasiliana
- 28 marzo - Toby Gerhart, giocatore di football americano statunitense
- 28 marzo - Kagney Linn Karter, attrice pornografica e modella statunitense († 2024)
- 28 marzo - Oļegs Laizāns, ex calciatore lettone
- 28 marzo - Jonathan Van Ness, attivista e attore statunitense
- 28 marzo - Nicolás Medina Ríos, ex calciatore cileno
- 28 marzo - Mario Paciolla, giornalista e attivista italiano († 2020)
- 28 marzo - Jakkraphan Pornsai, calciatore thailandese
- 28 marzo - María Pérez Fernández, calciatrice spagnola
- 28 marzo - Rowilson Rodrigues, calciatore indiano
- 28 marzo - Cayetano Sarmiento, ex ciclista su strada colombiano
- 29 marzo - Claudia Andreatti, annunciatrice televisiva, ex modella e conduttrice televisiva italiana
- 29 marzo - Chris Ashton, rugbista a 13 e rugbista a 15 britannico
- 29 marzo - Maxime Authom, ex tennista belga
- 29 marzo - Mateusz Bartosz, cestista polacco
- 29 marzo - Megan Frazee, ex cestista e allenatrice di pallacanestro statunitense
- 29 marzo - Gianluca Freddi, allenatore di calcio e ex calciatore italiano
- 29 marzo - Davide Giordano, attore italiano
- 29 marzo - Vojtěch Hačecký, ex ciclista su strada e ex pistard ceco
- 29 marzo - Kweon Young-jun, schermidore sudcoreano
- 29 marzo - Federica Laddaga, calciatrice italiana
- 29 marzo - Luciano Lollo, calciatore argentino
- 29 marzo - Pedro Martín, rugbista a 15 spagnolo
- 29 marzo - Nick Miller, giocatore di football americano statunitense
- 29 marzo - Marcelo Oliveira Ferreira, ex calciatore brasiliano
- 29 marzo - Stephanie Parker, attrice britannica († 2009)
- 29 marzo - Dimitri Payet, calciatore francese
- 29 marzo - Mohammad Samimi, discobolo iraniano
- 29 marzo - Khaled Shafiei, ex calciatore iraniano
- 29 marzo - Marc Valiente, ex calciatore spagnolo
- 29 marzo - Dénes Varga, pallanuotista ungherese
- 29 marzo - Lucas Viatri, calciatore argentino
- 30 marzo - Morgan Beck, modella, pallavolista e giocatrice di beach volley statunitense
- 30 marzo - Trent Beretta, wrestler statunitense
- 30 marzo - Aziz Bouhaddouz, ex calciatore marocchino
- 30 marzo - Davide Duca, rugbista a 15 italiano
- 30 marzo - Calum Elliot, ex calciatore scozzese
- 30 marzo - Hernán Galíndez, calciatore argentino
- 30 marzo - Dusty Good, calciatore americo-verginiano
- 30 marzo - Jenni Hiirikoski, hockeista su ghiaccio finlandese
- 30 marzo - Jam Hsiao, cantante e attore taiwanese
- 30 marzo - Bálint Korpási, lottatore ungherese
- 30 marzo - Danilo Lerda, calciatore argentino
- 30 marzo - Tomáš Majtán, calciatore slovacco
- 30 marzo - Miloš Obradović, allenatore di calcio e ex calciatore serbo
- 30 marzo - Pier Paolo Petroni, ex pentatleta italiano
- 30 marzo - Juan Pablo Pino, ex calciatore colombiano
- 30 marzo - Aleksandar Radović, ex pallanuotista montenegrino
- 30 marzo - Marc-Édouard Vlasic, ex hockeista su ghiaccio canadese
- 30 marzo - C.J. Wilson, giocatore di football americano statunitense
- 31 marzo - Nordin Amrabat, calciatore marocchino
- 31 marzo - Hugo Ayala, ex calciatore messicano
- 31 marzo - Amaury Bischoff, calciatore francese
- 31 marzo - Justin Braun, ex calciatore statunitense
- 31 marzo - Carl Dickinson, allenatore di calcio e ex calciatore inglese
- 31 marzo - Odaïr Fortes, ex calciatore capoverdiano
- 31 marzo - Happy Hall, calciatore bahamense
- 31 marzo - Humpy Koneru, scacchista indiana
- 31 marzo - Vojislava Lukić, ex tennista, conduttrice televisiva e modella serba
- 31 marzo - Božidar Mitrev, ex calciatore bulgaro
- 31 marzo - Ivan Origone, sciatore di velocità italiano
- 31 marzo - Eros Pisano, calciatore italiano
- 31 marzo - Oleksandr Polivoda, ciclista su strada e pistard ucraino
- 31 marzo - Aridane Santana, calciatore spagnolo
- 31 marzo - Jordan Valeriote, produttore discografico e chitarrista canadese
- 31 marzo - Lesja Vasylenko, avvocato e politica ucraina
- 31 marzo - Wang Yue, scacchista cinese